# 希臘郵政
希臘郵政（希臘語：Ελληνικά Ταχυδρομεία）是一間希臘提供郵政服務的民營企業。
它曾經是希臘的國營企業，在民營化後成為了民營企業。其前身為在1828年成立的政府郵遞服務部門。現時，希臘郵政的最大股東是希臘政府，佔百分之90的股權，而希臘郵政儲蓄銀行則擁有餘下的百分之10的股權。現時，希臘郵政提供不同種類的郵政服務，亦是萬國郵政聯盟的創始成員。希臘郵政擁有在希臘地區的郵票發行壟斷權。除此以外，希臘郵政亦提供信件派送服務，包裹速遞服務，銀行存款業務，及一個名為Swiftpost的第二天快速送遞服務。希臘郵政亦提供EMS快郵服務。

## 歷史

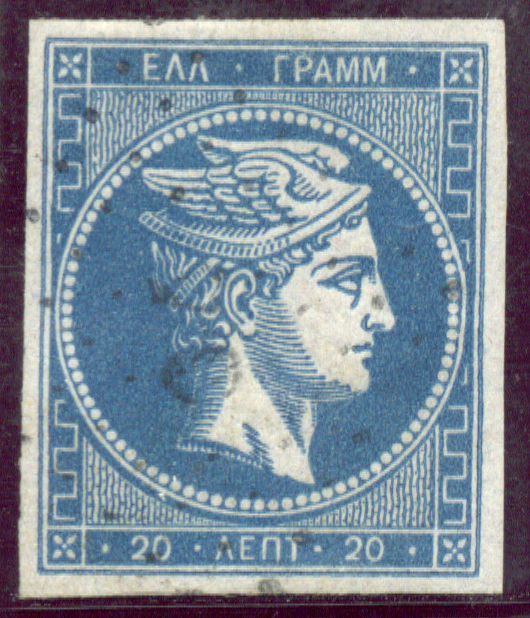
第一張希臘郵票

希臘郵政於1828年成立。

### 起始
當時，因為希臘的地理問題及交通基建設施的匱乏而令郵政投遞工作變得非常困難。1834年，於希臘郵政成立6年後，希臘郵政和法國銀行家合作，開辦了來往雅典和比雷埃夫斯的跨島郵遞服務。這個服務最終於1836年實行，當時使用了信鴿為運送信件的載體。此服務為希臘郵政首次於雅典以外提供定期的郵政服務。1860年，希臘的現代政府決議關於郵票的法律生效後，希臘郵政於1861年首次發行了郵票，第一張郵票以赫耳墨斯為主題。截至同年（1861年），希臘郵政已有超過90間分行。

### 服務擴展

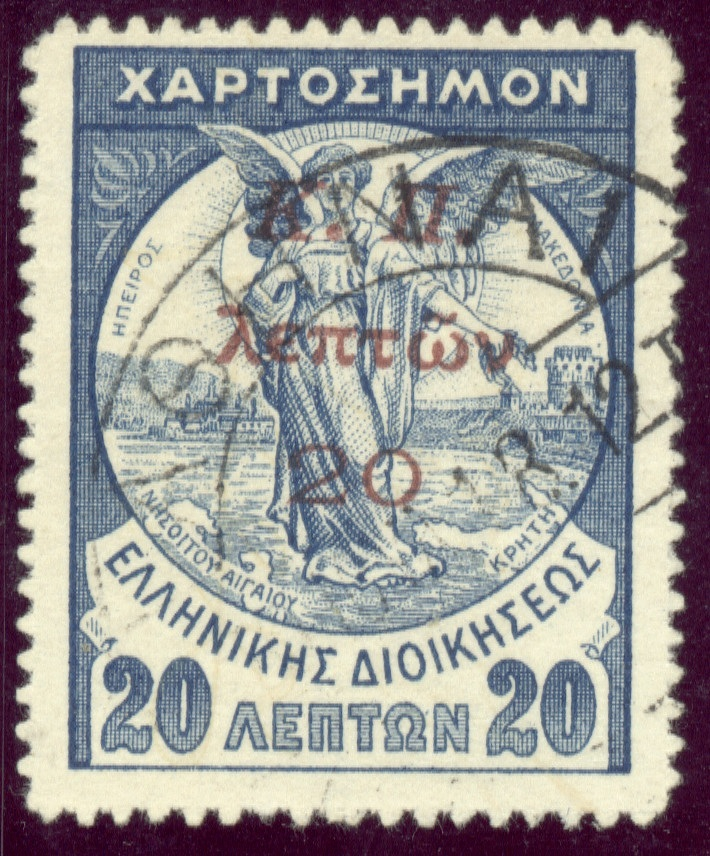
於1917年發行的一張附捐郵票

事實上，希臘第一張郵票在1859年於伊奧尼亞群島發行。不過當時現時伊奧尼亞群島仍然由英國統治。現時，其中一張於1860年印刷，於1861年發行的郵票正存放其印刷的地方－巴黎錢幣博物館（當時為巴黎的造幣廠）作展覽用途。9年後的1869年，希臘加入了萬國郵政聯盟，並成為創始成員。1876年，希臘郵政為了開展其國際郵政服務，開始提供更多面值的郵票，並於同年開始了其國際郵政服務。1892年，希臘郵政亦開始提供電話服務，並確立了此後幾十年的電話，電報及郵政服務的三個主要服務分支。1896年，希臘政府因應第一次現代奧運會的舉行而發行了1896年雅典奧運會紀念郵票，並開始了其發行紀念郵票的歷史。13年後的1909年，希臘郵政把其服務擴展到農村，並提供了農村郵政服務。郵政服務亦成了此後幾十年間農村與世界上其他地區溝通的唯一途徑。1914年，希臘郵政開始發行了附捐郵票，這類郵票於1956年停止發行。

### 重組與邁向現代化
自成立以來，希臘郵政一直提供希臘軍隊於戰爭期間的通訊服務。這服務在1949年停止，並由同年成立的OTE取代。OTE的成立亦代表了希臘郵政邁向單一郵政服務的起始。1970年後，希臘郵政重組。雖然希臘政府仍為大股東及唯一股票持有人，希臘郵政卻是根據私有企業法律運作而非以國有企業的相關法律運作。1983開始，希臘郵政開始過渡成為一家現代化的過程，例如開始使用郵政編碼作派遞服務，從而增強了投遞效率，派遞速度及其準確性。1996年希臘關於郵政的法律生效後，希臘郵政繼續獲得郵政服務的壟斷權，並壟斷了整個希臘郵政服務市場，令其成為希臘唯一一間提供郵遞服務的行政性壟斷企業。自2006年開始，希臘郵政亦和希臘郵政銀行合作提供零售銀行業務。

## 相關圖片

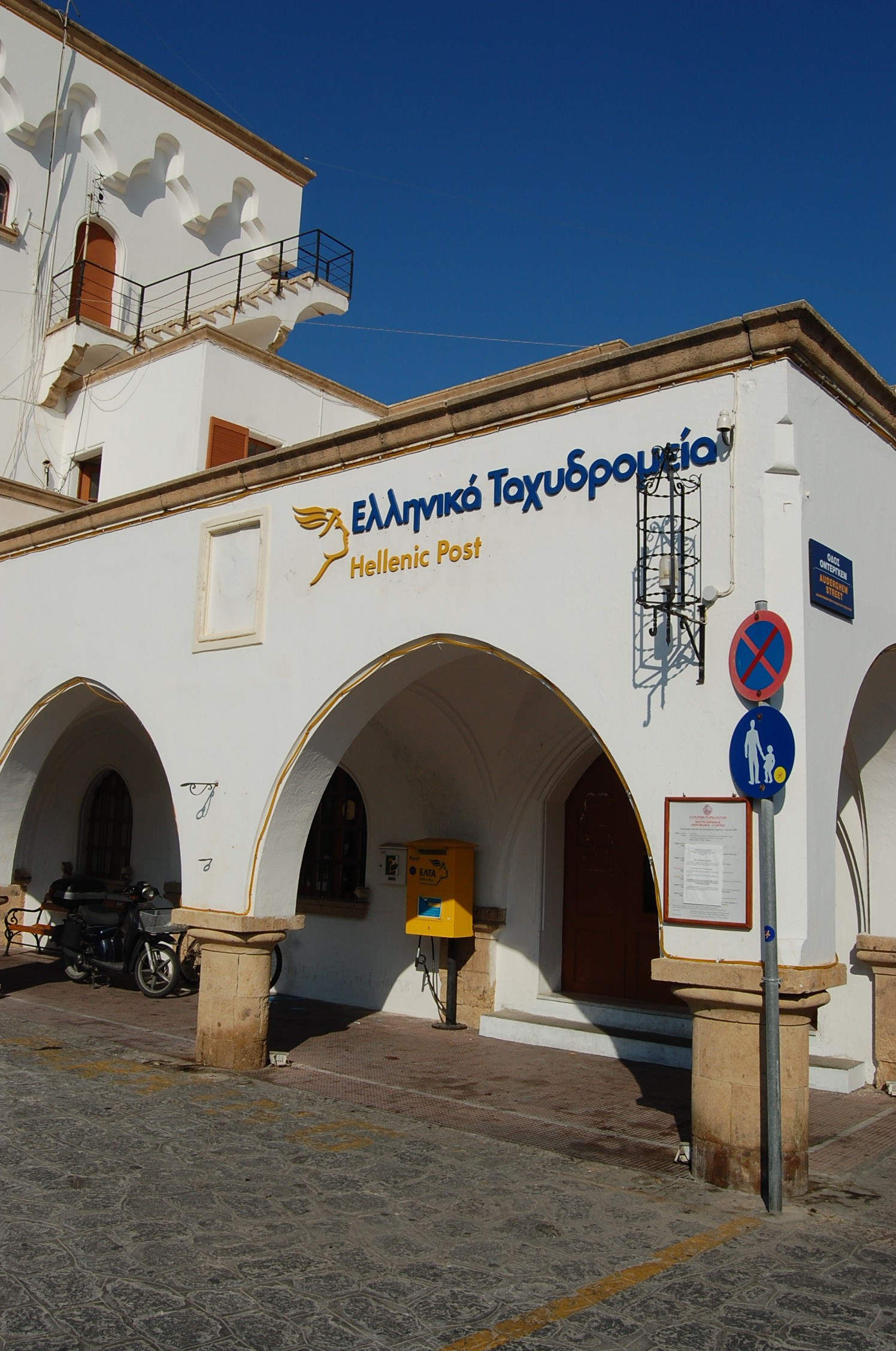
在帕特莫斯島的一個郵政分行
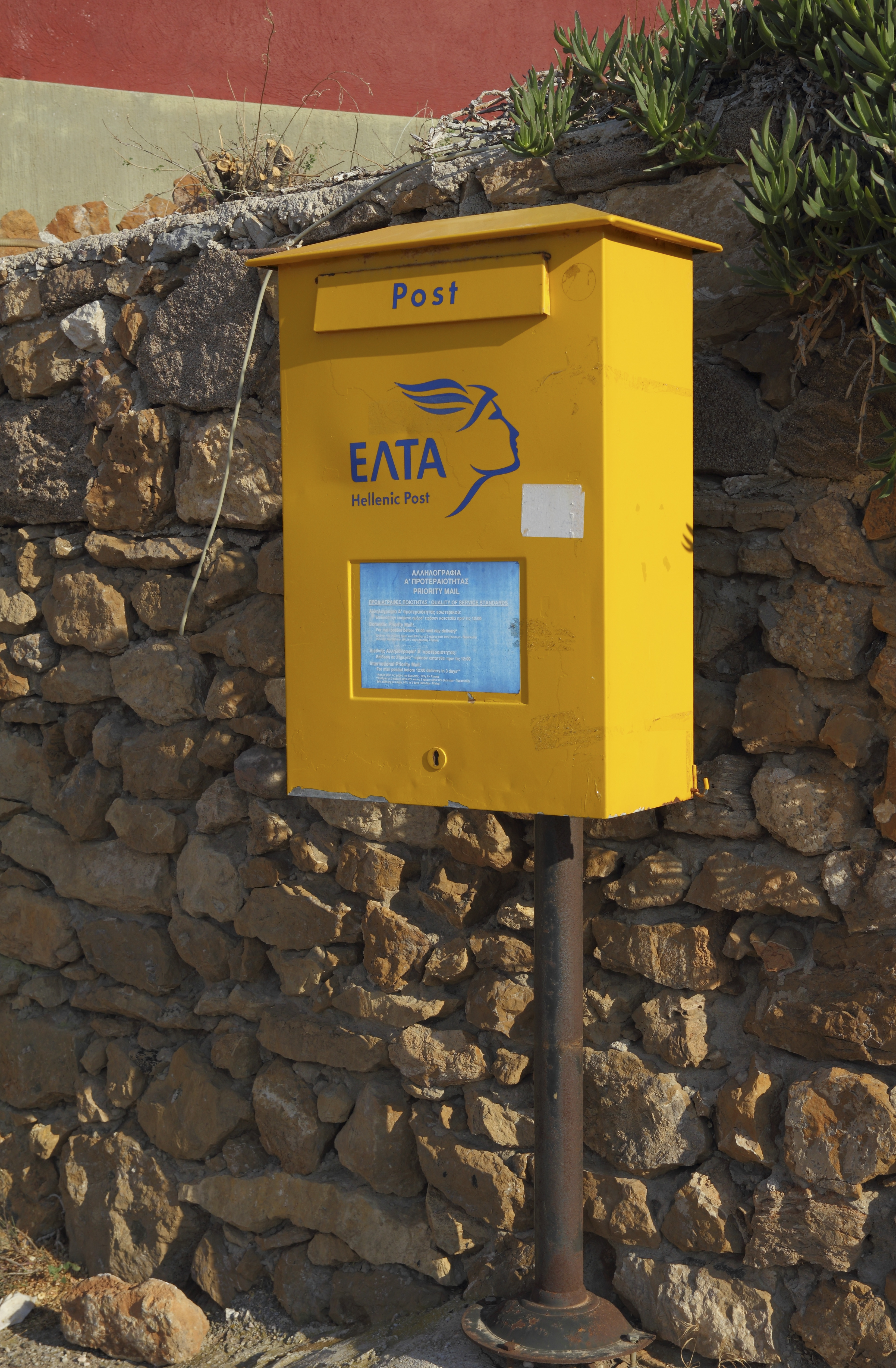
位於蘇尼恩的郵政信箱

## 參看
- 私有化
- 國有企業